# Diagramma di Grotrian

Diagramma di Grotrian di un atomo di idrogeno.

Un diagramma di Grotrian è un diagramma che mostra le transizioni consentite tra i livelli energetici degli atomi. Sulle ordinate sono rappresentate le energie dei livelli mentre sulle ascisse i numeri quantici orbitali, le transizioni prendono in considerazione le regole di selezione relative al momento angolare dell'elettrone (Δl=±1).
Il diagramma prende il nome da Walter Grotrian, astrofisico e astronomo tedesco.